# رالي مونت كارلو

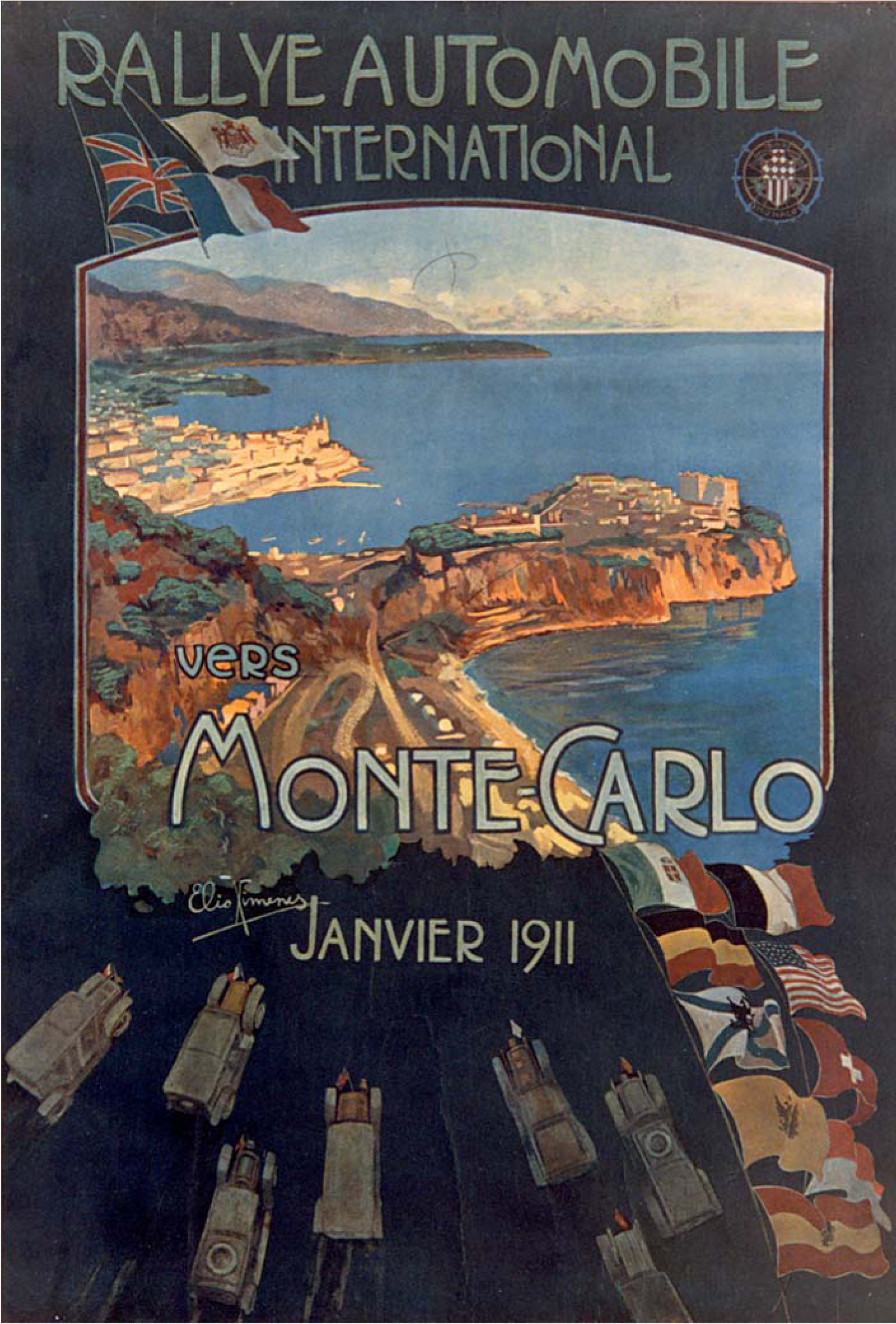
ملصق 1911 لرالي مونت كارلو الافتتاحي. الشكل في الجزء السفلي من الملصق يوضح انطلاق لسيارات باتجاه مونت كارلو

رالي مونت كارلو (رسميا رالي مونت كارلو للسيارات ) هو حدث رياضي ينظمه كل عام نادي موناكو للسيارات. كان هدف من الرالي منذ إنشائه من قبل الأمير ألبرت الأول في عام 1911 هو إستعراض آخر التحسينات والابتكارات في صناعة السيارات، والترويج لموناكو كمنتجع سياحي على شاطئ البحر الأبيض المتوسط. والآن نقام مراحل السباق على امتداد الريفييرا الفرنسية في موناكو وجنوب شرق فرنسا.

## تاريخ
بدأ نادي موناكو للسيارات في عام 1909 وبناء على طلب أمير موناكو ألبرت الأول، التخطيط لرالي للسيارات. على أن تكون نقطة بدء الرالي انطلاقا من مواقع مختلفة في أنحاء أوروبا باتجاه مونت كارلو. وفي يناير 1911 انطلقت 23 سيارة من 11 موقعا مختلفا وكان هنري روجير الذي فاز بالسباق من بين تسعة غادروا باريس لمسافة (634 كيلومترا) مستقلا سيارة تركات-ميري سعة 25 حصان.
أقيم الرالي منذ عام 1973 إلى عام 2008 في شهر يناير باعتباره الحدث الأول لبطولة العالم للراليات التابعة للاتحاد الدولي للسيارات ، وبين عامي 2009 و 2011 كان الرالي ضمن بطولة لسيارات تحدي رالي إنتركونتيننتال (إيرك)، قبل أن يعود إلى جولات موسم بطولة العالم للراليات مرة أخرى منذ عام 2012.

## سجل السائقين الفائزين
هذه قائمة بسجل السائقين والمصنعين الأكثر فوزا
| مرات فوز       | السائق           | العام                                                |
| -------------- | ---------------- | ---------------------------------------------------- |
| 9              | سيباستيان أوجييه | 2009, 2014, 2015, 2016, 2017, 2018, 2019, 2021, 2023 |
| 8              | سيباستيان لوب    | 2003, 2004, 2005, 2007, 2008, 2012, 2013, 2022       |
| 4              | جان تريفو        | 1934, 1939, 1949, 1951                               |
| 4              | ساندرو موناري    | 1972, 1975, 1976, 1977                               |
| 4              | والتر رورل       | 1980, 1982, 1983, 1984                               |
| 4              | تومي ماكينن      | 1999, 2000, 2001, 2002                               |
| 3              | ديديه أوريول     | 1990, 1992, 1993                                     |
| 3              | كارلوس ساينز     | 1991, 1995, 1998                                     |
| 2              |                  |                                                      |
| جورن فالديجورد | 1969, 1970       |                                                      |
| إريك كارلسون   | 1962, 1963       |                                                      |
| ميكي بياسيون   | 1987, 1989       |                                                      |

| مرات فوز | المصنع                                             |
| -------- | -------------------------------------------------- |
| 13       | لانشيا                                             |
| 10       | سيتروين، فورد                                      |
| 6        | هتشكي                                              |
| 5        | تويوتا                                             |
| 4        | بورشه، رينو                                        |
| 3        | ديلاهاي، ميني، ميتسوبيشي، بيجو، سوبارو، فولكس فاجن |
| 2        | فيات، ساب                                          |

## روابط خارجية
لم يتم العثور على روابط لمواقع التواصل الاجتماعي.